# Сигонтка
Сигонтка (пол. Sygontka) — село в Польщі, у гміні Пширув Ченстоховського повіту Сілезького воєводства.
Населення — 310 осіб (2011).
У 1975-1998 роках село належало до Ченстоховського воєводства.

## Демографія
Демографічна структура станом на 31 березня 2011 року:
|          | Загалом | Допрацездатний вік | Працездатний вік | Постпрацездатний вік |
| -------- | ------- | ------------------ | ---------------- | -------------------- |
| Чоловіки | 157     | 30                 | 101              | 26                   |
| Жінки    | 153     | 24                 | 78               | 51                   |
| Разом    | 310     | 54                 | 179              | 77                   |